# Samurai Deeper Kyo
Samurai Deeper Kyo (サムライ ディーパー キョウ Samurai Dīpā Kyō) er en manga skrevet og illustreret af Akimine Kamijyo og udgivet i Danmark af Carlsens manga (tidligere af Mangismo). Der er 38 bind i serien. 

## Plot
Historien handler om den berygtede Kyo, som lever i Kyoshiros krop. Når han bliver udsat for fare, tager Kyo over. Det viser sig, at Kyoshiro har lukket Kyo inde, for at han ikke skal gøre skade. Men så møder de dusørjægeren Yuya Shina og historien begynder. Yuya viser sig at have haft en storebror, og hun er nu på vej ud for at dræbe en, som omtales "manden med arret" og som dræbte hendes bror. Han har et arr formet som et kors på ryggen. Yuya vil gerne have en dusør på Kyos hoved. Det er dog ikke så let, for Kyo er meget stærk, og Yuya har kun en pistol.
De møder Benitora (Hidetada Tokugawa), som for sjov skyld slutter sig til dem. Han synes, det er spændende at kæmpe sammen med Kyo, og han bliver også hurtigt forelsket i Yuya.
I et tehus møder Kyo Yukimura Sanda, Yukimura er i fuld gang med "et eller andet" med en pige, mens nogle mænd i tehuset snakker om, hvem der er den stærkeste samurai. Yukimura (der går under et dæknavn) siger, at Yukimura Sanada er den stærkeste. Kyo siger selvfølgelig "dæmon øje Kyo". Yukimura driller Kyo, og Kyo trækker sit sværd, men til Kyos store overraskelse standser Yukimura ham. De mødes flere gange med Yukimura igen, nogle gange kæmper de side om side, andre gange ikke. Yukimura er lumsk.
Kyo havde engang "fire himmelske krigere", som kæmpede sammen med ham, og skæbnen skal føre dem sammen igen. Kyo vil finde sin gamle krop, men den er ikke let at få fat i, især ikke da Mibu får fat i den.
Efter at have mødt Yuya Shina og Yukimura Sanada tager Kyo af sted sammen med dem og møder en del nye venner på sin rejse efter sin egen krop. Specielt Benitora, Botenmaru, Sasuke, Akira, Hotaru bliver senere hen i serien et meget godt følgeskab sammen med Kyo og Yuya Shina. I dette følgeskab er Yuya Shina den lim, der holder alle sammen. Kyoshiro dukker nu og da op, men Kyo er hovedsageligt hovedpersonen. Alle i gruppen har hver deres grund til at følge Kyo:
Yuya Shina gør det fordi hun leder efter manden med arret på ryggen, som slog hendes bror ihjel da hun var lille.
Yukimura gør det, fordi han vil til magten, og have Leyasu Tokugawa af tronen som shogun.
Benitora (søn af Leyasu Togugawa) gør det af fri vilje, eftersom han ikke har noget at foretage sig og også fordi hans venner betyder meget for ham.
Sasuke gør det for at finde den røde konge. Sasuke vil gøre det af med ham, fordi kongen brugte skovboerne som skrald. Den anden grund er, at han lovede sin barndomsven, Kotaro, at han ville fuldføre sit løfte til ham.